# Romero de Terreros (colonia)
La colonia Romero de Terreros es una de las colonias de la delegación de Coyoacán, en Ciudad de México.

## Localización y geografía

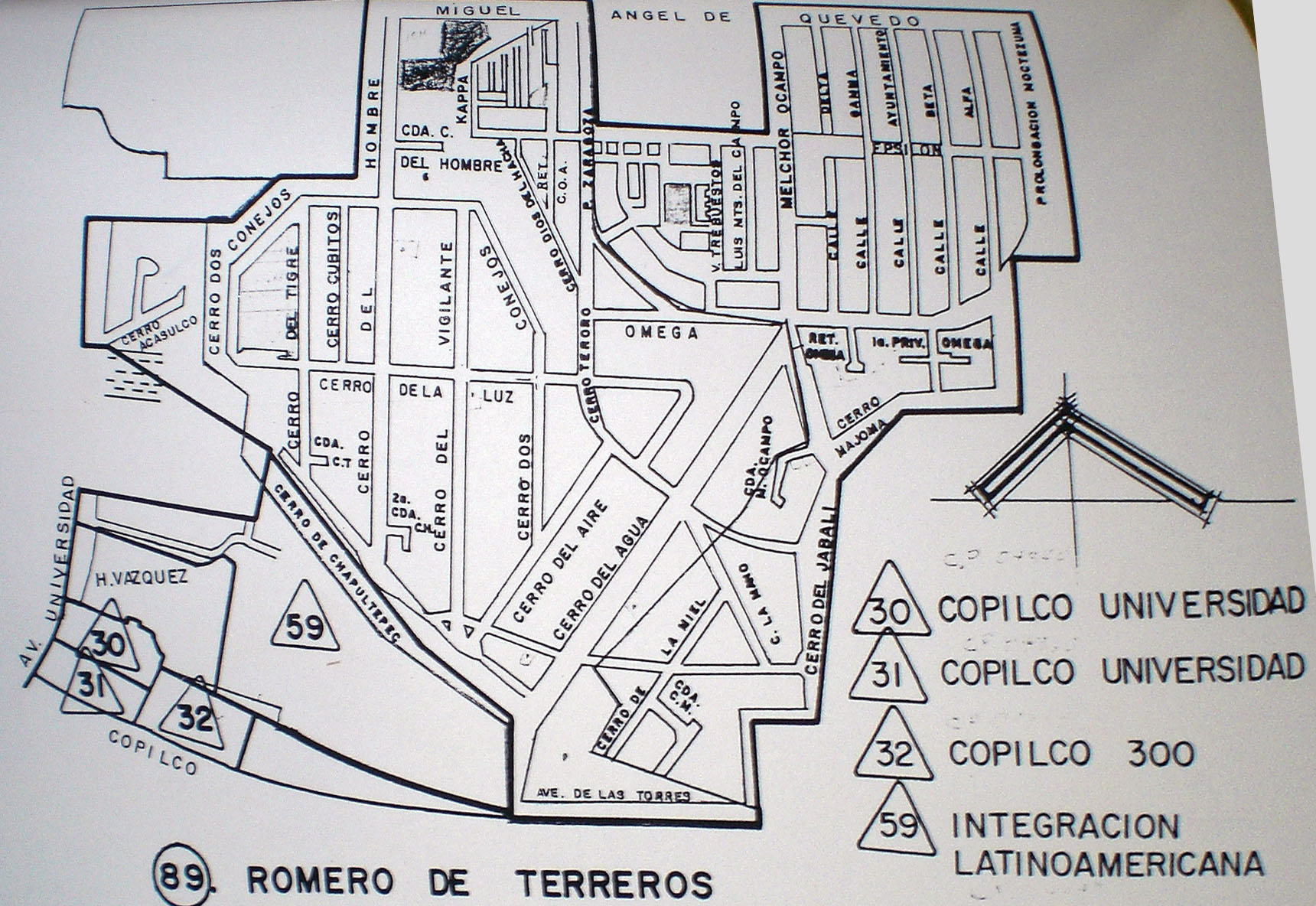

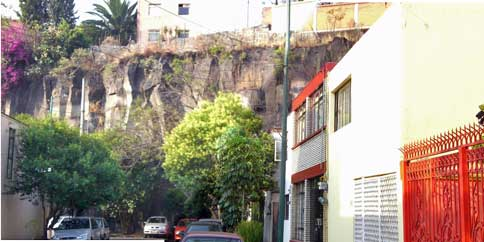

Ubicada en la alcaldía (antes delegación) de Coyoacán, de la Ciudad de México. Está limitada al norte por la avenida Miguel Ángel de Quevedo; al oriente por la Av. Prol. Moctezuma; al sur por las calles Cerro Majoma, Cerro del Jabalí, la Av. de las Torres y la Av. Cerro Chapultépec; al poniente por la Av. Universidad.
Está construida sobre la lava del volcán Xitle. Durante el siglo XIX y primera mitad del XX se explotó como cantera. En la segunda mitad, se construyeron fraccionamientos y unidades habitacionales sobre la lava y al pie de las murallas de lava que resultaron de la explotación de la cantera.

## Antecedentes históricos del territorio

### Preclásico, clásico y posclásico
De los tiempos del poblamiento del Valle de Anáhuac se han encontrado vestigios de ocupación en la zona, como Copilco, en donde se localizaron cuatro entierros y cerámica arcaicos.
Manuel Gamio dice lo siguiente:

En 1907 la señora Zelia Nuttall sacó de debajo de la lava en las canteras de Coyoacán huesos humanos calcinados y cerámica y empezó a coleccionar en otras regiones del valle (de México) otras antigüedades pertenecientes al mismo tipo cultural [...]

En sus conclusiones asegura que:

Los descubrimientos hechos debajo del Pedregal de San Ángel, en la Cantera de Copilco, así como el examen de los objetos procedentes de las demás canteras del mismo Pedregal que el personal de esta Dirección ha colectado, permiten emitir las siguientes sucintas conclusiones relativas al carácter de la civilización, al tipo físico, a la determinación cronológica y a la clasificación histórica de la población que habitó los lugares posteriormente cubiertos de lava volcánica y que son conocidos actualmente con el nombre citado de Pedregal de San Ángel [...]

La cultura arcaica había quedado exclusivamente caracterizada por su cerámica, pero los descubrimientos del Pedregal han aumentado el conocimiento de ella con varios objetos de piedra y de hueso [...] Es digno de mencionarse el hecho de haberse encontrado también vestigios, ya sean rudimentarios, de construcciones, según lo demuestran los sepulcros cilíndricos cubiertos con montículos de piedras andesíticas rodadas y los pavimentos hechos con las mismas.

Los objetos procedentes de todas las canteras del Pedregal son del tipo arcaico, no habiéndose encontrado uno solo de otro tipo cultural, ni siquiera de los tipos azteca y teotihuacano, los cuales en algunos casos han aparecido concurriendo con los de tipo arcaico en algunos otros lugares del Valle de México. Esto permite asegurar que la cultura arcaica del Pedregal es la más antigua del Valle de México y quizá de la República, pues sería imposible que si hubiese coexistido con otras culturas no se encontraran vestigios algunos de estas últimas, mezclados con las de aquélla.

Desde la erupción, la historia de la colonia Romero de Terreros está asociada a la lava del Pedregal de San Ángel.
El mismo Manuel Gamio, hablando del Pedregal de San Ángel dice:

En este enorme depósito de lava existen las canteras que han suministrado piedra para la construcción de casi todos los edificios de la Capital de la República.
Desde hace bastante tiempo se habían encontrado, al explotar dichas canteras, fragmentos de cerámica y huesos humanos y de animales, de los que hicieron mención algunos investigadores, quienes han publicado estudios teóricos sobre tan interesante asunto.

Se refiere a los trabajos de Mariano Bárcenas (1885 y 1895), Alfonso Herrera (1893), Manuel Villada (1903) y Francisco Fernández del Castillo (1913).
En el libro "El Pedregal de San Ángel" de César Carrillo Trueba (UNAM, 2000), se citan los siguientes datos:

Hasta principios del siglo XVI el pedregal era una isla de vegetación natural rodeada de varios poblados... las breves incursiones en sus márgenes... [para] la extracción de piedra de sus canteras, no tenían repercusión alguna en su composición [...] El imperio mexica llegó a tener [el control] de esta zona sometiendo a sus moradores y obligándolos a entregar tributos entre los que figuraban monumentales piedras talladas [...] extraídas del mismo pedregal.

Los tepanecas de Coyoacán aceptaron la supremacía mexica y prometieron enviar como tributo frijol, pepita, amaranto, chía y maíz "para todos los tiempos de los años", madera y "piedras de peñas para casas" Para realizar el acueducto de Acuecuexco, "los de Texcoco (Tetzcuco) trajeron piedras livianas, y pesadas los tepanecas".
Luis Everaert, en su libro "Coyoacán a vuelapluma" narra que:

Un notable merecimiento de Coyoacán y sus habitantes es su fama de haber sido los mejores talladores de la piedra de mejor calidad del Valle de Anáhuac, la de El Pedregal. Díganlo si no los prodigiosos monolitos basálticos que admiran propios y extraños en la sala Mexica del Museo Nacional de Antropología, tallados en piedra coyoacanense por artistas coyoacanenses, obras maestras como el Calendario Azteca, la Diosa Coatlicue y la Piedra de Tizoc, supremas manifestaciones del arte náhuatl.

### Colonial
Durante la conquista,

el Pedregal constituía un terreno propicio para ocultarse y practicar algunos rituales y sus cuevas –como la de las golondrinas donde se han hallado esculturas de diferentes deidades y tepalcates de la época mexica- sitios idóneos para ello.

Aceves, en su tesis -referida al final de este artículo- apunta lo siguiente:

Después de la Conquista, por Merced Real de 1529, Coyoacán quedó bajo el control y como una porción del Marquesado del Valle, el señorío de la familia de Hernán Cortés [...] Aunque españoles e indios reconocían en Cortés a la máxima autoridad, solo los indios le tributaban en trabajo y en especie [...]

Los nativos coyoacanenses fueron matriculados y separados en forma organizada en barrios propios bajo el control de una autoridad indígena. El primero y principal de estas autoridades nativas fue el gobernador y 'señor natural de Cuyoacan' Iztollinqui (Movimiento de gavilán negro) de la dinastía tepaneca de Azcapotzalco que al bautizarse tomó el nombre de Don Juan de Guzmán Iztolinque [...]

Buena parte de esta tributación [...] se destinó a la construcción de numerosas iglesias y monasterios [...]

Y sigue:

Según E. Pérez Rocha, Coyoacán, con sus barrios y pueblos se dividía en dos partes: Annyr (o Acoyque) al poniente; y Tlalnahuac al oriente. El primero contaba con 18 barrios, el segundo con 14 [...] [cada uno] con sus mandones o tequitlatos [...]

Santa Catarina Atongo Omague, cercana a la actual colonia Romero de Terreros, está registrada en Annyr.

La población de Coyoacán tuvo una tendencia muy clara a la baja durante el siglo XVII y permaneció estancada durante el XVIII. Solo hasta el XIX iniciará una curva ascendente.

### SigloXIX
La propiedad de la tierra está organizada en propiedad comunal (indígena) y propiedad individual. Según la investigadora Martha Elba Gómez Ávila, la actual colonia Romero de Terreros corresponde exactamente con la propiedad particular de la Hacienda San José del Altillo. Tiene como vecinos al barrio de San Francisco (propiedad comunal), la zona urbana de Coyoacán (barrio de Santa Catarina Omac), al Rancho Panzacola, la Hacienda Copilco y el Pedregal de Santo Domingo, propiedades individuales estas tres últimas.
Según el historiador Manuel Orozco y Berra, en 1855 Coyoacán forma parte de la tercera Prefectura del Distrito de México.
En 1878 Coyoacán es Municipalidad.
En 1892, forma parte de la Prefectura de Tlalpan
En un censo de empleo de 1890 se contabilizan 5 canteros viviendo en el barrio de Santa Catarina Omac.

### SigloXX
En 1907, Coyoacán es Ayuntamiento. Deja de serlo en 1929, para convertirse en Delegación.
Al inicio de la década de 1920, se formaron varios comités agrarios que obtuvieron la restitución de tierras.
En 1930, "casi la mitad del área [de la Delegación] la constituye el llamado "Pedregal de San Ángel" (Puig Casaurac, Atlas General del Distrito Federal).
Dice Aceves que desde 1890 (por la fundación de la Colonia del Carmen) la promoción de nuevas colonias fue el principal objetivo de las autoridades y promotores locales:

Coyoacán, a partir de 1929, en su transformación como una más de las delegaciones del Distrito Federal y con la pérdida de su autonomía política por la desaparición de su ayuntamiento y su carácter municipal, queda supeditada política y económicamente al devenir de la Ciudad de México

Según el mapa "Zona urbana de Coyoacán - 1929" citado por José Eduardo Aceves Lozano en 1988, la colonia Romero de Terreros es en esa época una cantera en explotación. En dicho mapa la única calle de la colonia que puede verse es la de Prolongación Moctezuma. También aparecen las de Tecualiapan y Zompantitla, pero actualmente estas dos pertenecen al barrio de San Francisco.
Aceves cita en su tesis el Tomo I delAtlas del Distrito Federal de Puig Casauranc, JM que dice:

Corresponde a la Delegación de Coyoacán la interesante formación denominada ‘Pedregal de San Ángel’ de cuyas canteras basálticas se extraen el recinto y el teyolote, piedras usadas en los basamentos y empedrados, constituyendo esta industria uno de los recursos más importantes de la región.

Más adelante, Aceves afirma que:

La población estrictamente obrera era, para fines de los veintes y los treintas [SIC], muy escasa [...] Había [...] explotación de canteras [...] frente a La Candelaria, Los Reyes y Santa Catarina. En este último lugar existió una compañía llamada Canteras de Santa Rosalía y Puente de Piedra (cuyo propietario era Francisco Rodríguez, de Coyoacán).

| REGLAMENTO PARA LA UBICACION DE LOS ESTABLOS EN LA CIUDAD DE MEXICO Y DELEGACIONES COLINDANTES DEL DISTRITO FEDERAL |
| --- |
| “...Por el Sur: Partiendo de la intersección de la prolongación del Canal que anteriormente se indica con la Calzada de la Taxqueña, sigue hacia el Poniente por esta Calzada hasta encontrar la Avenida Inglaterra en Coyoacán, y siguiendo por esta Avenida y su prolongación al Suroeste hasta encontrar la Avenida Reforma, donde siguiendo esta Avenida, se dirige hacia el Poniente para seguir después hacia el Sur y Poniente por las calles de Victoria y Aurora y seguir después hacia el Sur por la calle de Moctezuma para llegar a las Canteras. Siguiendo por el límite Norte de las Canteras se desvía hacia el Norte en la calle de Santa Rosalía para coger la Avenida Juárez hacia el Poniente y seguir después hacia el Sureste por el río de la Magdalena y luego por el de San Ángel hasta encontrar la prolongación de la Calzada de los Leones.” |

En 1937 se puede ya identificar la calle de Santa Rosalía con la actual Salvador Novo; la Avenida Reforma, con la actual Francisco Sosa.
El 1° de octubre de 1937 se regula la existencia de establos dentro de la zona urbana del Distrito Federal. En el reglamento se menciona la calle Moctezuma, que más adelante pertenecerá a la colonia Romero de Terreros.
En 1940, para impulsar la producción industrial, se abre la Calzada Taxqueña (límite norte de la Colonia Romero de Terreros), partiendo en dos a los barrios San Francisco, Niño Jesús y Santa Catarina. Se le dan muchas facilidades y exenciones a los fraccionadores para lograr el cambio de uso de suelo.

La ciudad de México creció territorialmente en gran medida, a costa de los barrios y pueblos antiguos que la rodeaban y que terminaron incorporándose a ella, no si mediar conflictos y graves problemas [...] surgió la oposición entre “colonias” y “fraccionamientos” frente a los pueblos y los barrios tradicionales; o sea, entre una nueva forma de organizar el uso del suelo y de tener acceso a él, y la forma antigua establecida por la pertenencia y arraigo al territorio. Coyoacán no creció tanto por sí mismo, sino que lo hizo como receptora de las necesidades y determinaciones que impuso la capital del país [...] Este proceso encontraría en Coyoacán un territorio propicio para llevar a cabo un crecimiento urbano vertiginoso no solo en los codiciados pedregales, sino también en tierras de las comunidades y ejidos de la zona.
(Aceves, capítulo III)

En el capítulo "La irrupción de la modernidad" del libro de Carrillo, se dice:

A principios de la década de los cincuenta [1950] el número de ejidos disminuyó, al tiempo que el de los pequeños propietarios aumentó hasta llegar a ser mayoritarios en muchas regiones del país, como la zona sur del Pedregal de San Ángel que, inmersa en los problemas agrarios del país, sufrió la reducción de su superficie boscosa por la tala inmoderada

## Elementos para la historia de la colonia

### Nomenclatura
| Descripción del Mural de Semillas de Tepoztlán, Morelos. |
| --- |
| "Protegen esta escena por la derecha las montañas sagradas del Chalchitépetl (Cerro de las piedras preciosas), Cematzin (Una manita) y el Yohualtécatl (El vigilante de la noche). A la izquierda se ven primero el Ocelotépetl (Cerro del tigre) manchado de luz y de sombras, el Tlacaltépetl (Cerro del hombre), el Tepoztécatl con pirámide en su máxima altura y un conejo que habla con el numeral dos (Ometochtli), el Tlahuiltépetl (Cerro de la luz), el Ehecatépetl (Cerro del viento) con su cueva tatuada de dioses prehispánicos, Malinaltépetl (Cerro con ¨gotas de lluvia") y de flores, que de julio a noviembre se deja venir en serpentina cascada transparente, mordiendo con sus dientes de frescura nuestra garganta. En el centro se observa el glifo de Tepoztlán con su montaña estilizada y el hacha en su parte alta." |

Considerando la nomenclatura de las calles, se pueden suponer tres etapas en la construcción de la colonia.
Una corresponde a un proyecto que nombra las calles usando letras del alfabeto griego. Este proyecto integra a la nomenclatura cuatro nombres de calles preexistentes al fraccionamiento, todas en el sentido norte - sur, es decir, de penetración en las canteras. La de Moctezuma -la más antigua, ya marcada en el plano de 1929-, y las de Ayuntamiento (que anteriormente fuera 'Primer Ayuntamiento' en el tramo cercano al centro de Coyoacán, rememorando la fundación que hiciera Cortés), Melchor Ocampo y Zaragoza, ambos personajes del siglo XIX. En el lado oriente, se usan las cuatro primeras letras para nombrar las calles que corren de norte a sur, atravesadas a la mitad por otra calle que utiliza como nombre la quinta letra.
En el límite sur de la colonia se usa el nombre de la última letra para nombrar a la única calle curveada (suerte de omega invertida) que sirve de enlace con el lado oriente del fraccionamiento, en el que hay una sola calle con nombre de letra griega (kappa); en la parte central (Unidad habitacional Monte de Piedad) hay dos calles con este tipo de nombre: Psi y Eta; en estas calles, el orden de aparición ya no corresponde con el orden alfabético.
La calle Épsilon (este-oeste, paralela a la vialidad primaria), a pesar de dos cambios leves en su trayectoria, parece haberse pensado como el eje de esta etapa de la colonia. En el lado poniente, esta calle tiene un límite contundente: muro de piedra volcánica de más de cinco metros de altura. En el lado oriental queda truncada en Moctezuma, y la calle que pudiera darle continuación se llama En la muralla (Tenantitla).
La etapa correspondiente a la Unidad Habitacional Monte de Piedad utiliza en sus calles y andadores –además de Psi y Eta- nombres de varios directores del actual Nacional Monte de Piedad I. A. P. habidos entre 1775 (año en que se funda el la institución y cuyo número también se usa como nombre de andador) y los inicios del siglo XX.
Otra etapa más, usa para la nomenclatura de sus calles los nombres nahuas castellanizados de los cerros que rodean el poblado de Tepoztlán en el estado mexicano de Morelos (ver recuadro). Quizá la invocación de esos nombres se deba a algunos restos cerámicos que se localizaron en las canteras del Pedregal; quizá solo se trate de una afinidad entre quien seleccionó la nomenclatura de la colonia con el sitio morelense.

### Interpretación de una fotografía aérea de 1952

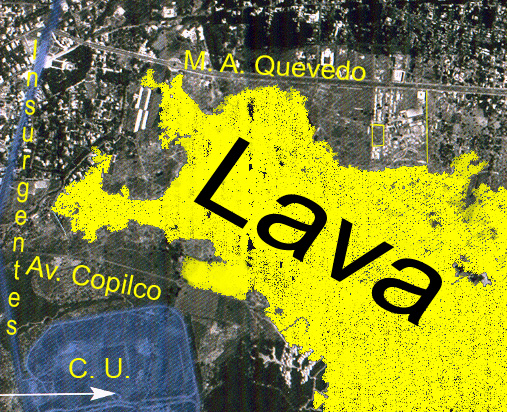

En ese año, la única zona habitada de la actual Romero de Terreros es la correspondiente al fraccionamiento, entre Moctezuma y Melchor Ocampo; la colonia aun es pedregal. Es posible que los habitantes sean trabajadores o empleados de la cantera Santa Rosalía o Puente de Piedra, y sus familiares.
En esa zona hay evidencia del parque que hoy se llama Jaime Sabines; también de las calles Melchor Ocampo y Moctezuma. El borde de la cantera en explotación coincide con la calle de Omega. 
En la foto se notan construcciones grandes –posiblemente almacenes o bodegas de materiales y equipos, u oficinas. La que se ubica más al norte está alineada con la Avenida Taxqueña; inmediatamente se localiza otra construcción grande con una alineación que difiere unos 20°. Esta alineación coincide con la de una nave industrial que aun existe en el fraccionamiento entre las calles Beta, Ayuntamiento y Épsilon. Al sur del parque se notan cuatro casas de mayor tamaño que el resto.
Mucho menos definido, se adivina el trazo de la calle Zaragoza.
El trazo de Avenida Universidad apenas avanza doscientos metros al sur de Taxqueña.

## Desarrollo urbano
En 1993 se publica el "Acuerdo por el que se declara zona especial de desarrollo controlado y se aprueba la normatividad para el mejoramiento y rescate del fraccionamiento Romero de Terreros de la Delegación Coyoacán", en el que se establece que:

de acuerdo a los estudios técnicos realizados por la Dirección General de Reordenación Urbana y Protección Ecológica del Departamento del Distrito Federal, la citada zona [FRdT] presenta características especiales para el desarrollo de usos y destinos encaminados a la conservación y preservación de la zona histórica y patrimonial de la Delegación Coyoacán, de las áreas arboladas, así como para la construcción de vivienda limitada y la generación de servicios básicos para la zona materia del presente Acuerdo. [...] evitando que se edifiquen o amplíen construcciones sin garantía de seguridad para sus usuarios y el cumplimiento de normas específicas que aseguran una adecuada distribución de usos del suelo, preservando su valor histórico como patrimonio nacional.

El Acuerdo establece que el uso autorizado de los predios es habitacional unifamiliar, y que:

en caso de nuevas construcciones para uso "no habitacional", en las zonas permitidas por este ZEDEC, no se autorizará en su solución la vista hacia la zona habitacional, los predios que dan frente a vialidades cuya zonificación permite un uso distinto a la zona habitacional unifamiliar deberán contar con sus accesos y salidas exclusivamente por el frente que da a estas avenidas, debiendo contar en su interior con el espacio suficiente para la realización de maniobras vehiculares.

Además,

Las áreas verdes públicas, no podrán tener cambio de uso del suelo; por lo que deberán de mantener inalterable su uso de área verde, ni para obra pública, considerándose como áreas verdes los parques, jardines, camellones y los prados de las aceras.

El 'Programa Delegacional de Desarrollo Urbano de Coyoacán' de 1997, presenta la siguiente información:

El uso del suelo en la colonia y el fraccionamiento Romero de Terreros es habitacional con densidad de 50 habitantes por hectárea y un lote tipo de mil metros cuadrados. Para la delegación Coyoacán se decretaron cinco Zonas Especiales de Desarrollo Controlado: [...], Fraccionamiento Romero de Terreros [...] Estas cuentan con normas específicas para el aprovechamiento del suelo [...] [para] conservar el estado de las colonias con altos índices de consolidación, desinhibiendo la ubicación de usos habitacionales o de otra índole que generaron alteraciones en la traza vial, infraestructura, la capacidad del equipamiento. En general, puede afirmarse que dichos objetivos se han alcanzado [...] las fugas en la red de distribución en esta delegación son un problema grave ya que, debido a la antigüedad de las tuberías se presenta un alto índice de fugas. Tal es el caso de las colonias [...] y Romero de Terreros. [...] en lo que se refiere al problema de abasto [de agua], se detectó que los sectores que registran baja presión son [...] en colonias como [...] Romero de Terreros. Entre los aspectos de riesgo no debe olvidarse que una parte importante del sector central, nororiente y surponiente de Coyoacán se encuentra en una zona clasificada como de alta sismicidad y por lo tanto, sujeta a efectos de temblores.

Sobre el drenaje pluvial: 

En los casos donde sí existe la red [de drenaje pluvial], como es la colonia Romero de Terreros, en las calles de Melchor Ocampo y Omega; [...] los riesgos se manifiestan a través de la saturación de la misma red, obligando la instalación de rebombeo.

El Programa (PDDUC 1997) se plantea el objetivo de:

Terminar las obras de introducción de redes secundarias de infraestructura en algunos sectores de las colonias... Romero de Terreros [...]; así como ajustar las demandas futuras a las presiones reales de las redes existentes. De esta forma se pretende mejorar el entorno urbano y elevar la calidad de vida de la población.

La colonia requiere entonces la complementación del servicio de drenaje pluvial y la solución de problemática por baja presión y el control de fugas en la red de distribución de agua.

## Sociedad civil

### Asociaciones registradas
1. Asociación de Residentes del Fraccionamiento Romero de Terreros
2. Asociación Vecinal de la Colonia Romero de Terreros, A.C.
3. Asociación de Colonos del Fraccionamiento Romero de Terreros de Coyoacán, A.C.

### Fiestas y costumbres
Altares guadalupanos públicos
Fiesta parroquial de la Ascensión del Señor